# Mekuš
Mekuš (suzica, lat. Melica) je biljni rod porodice trava (Poaceae, Gramineae). Mekuš karakteriziraju klasići od 2 do 5 cvjetića združenih u obliku metlice. U Hrvatskoj su prisutne sljedeće vrste: Melica uniflora ili jednocvjetni mekuš, Melica ciliata, Melica nutans, te Melica nebrodensis.
Rodu pripada preko 90 vrsta

## Vrste
1. Melica altissima L., visoki mekuš
2. Melica amethystina Pourr.
3. Melica animarum Muj.-Sall. & M.Marchi
4. Melica argentata É.Desv.
5. Melica argyrea Hack.
6. Melica aristata Thurb. ex Bol.
7. Melica arzivencoi Valls & Barcellos
8. Melica × aschersonii M.Schulze
9. Melica bocquetii Talavera
10. Melica bonariensis Parodi
11. Melica brasiliana Ard.
12. Melica brevicoronata Roseng.
13. Melica bulbosa Porter & J.M.Coult.
14. Melica californica Scribn.
15. Melica canariensis W.Hempel
16. Melica capillaris Sol.
17. Melica cepacea (Phil.) Scribn.
18. Melica chilensis J.Presl
19. Melica ciliata L., trepljasti mekuš, nakostrušeni mekuš
20. Melica commersonii Nees ex Steud.
21. Melica cupani Guss.
22. Melica decipiens Caro
23. Melica dendroides Lehm.
24. Melica eligulata Boiss.
25. Melica eremophila Torres
26. Melica frutescens Scribn.
27. Melica fugax Bol.
28. Melica geyeri Munro ex Bol.
29. Melica glabrescens (Torres) Torres
30. Melica grandiflora Koidz.
31. Melica harfordii Bol.
32. Melica × haussknechtii W.Hempel
33. Melica hunzikeri Nicora
34. Melica hyalina Döll
35. Melica imperfecta Trin.
36. Melica kozlovii Tzvelev
37. Melica lilloi Bech.
38. Melica longiflora Steud.
39. Melica longiligulata Z.L.Wu
40. Melica macra Nees
41. Melica minor Hack. ex Boiss.
42. Melica minuta L.
43. Melica mollis Phil.
44. Melica montezumae Piper
45. Melica mutica Walter
46. Melica nitens (Scribn.) Nutt. ex Piper
47. Melica nutans L., poniknuti mekuš
48. Melica onoei Franch. & Sav.
49. Melica pappiana W.Hempel
50. Melica parodiana Torres
51. Melica patagonica Parodi
52. Melica paulsenii Phil.
53. Melica penicillaris Boiss. & Balansa
54. Melica persica Kunth
55. Melica picta K.Koch
56. Melica poecilantha É.Desv.
57. Melica porteri Scribn.
58. Melica przewalskyi Roshev.
59. Melica racemosa Thunb.
60. Melica radula Franch.
61. Melica rectiflora Boiss. & Heldr.
62. Melica rigida Cav.
63. Melica riograndensis Longhi-Wagner & Valls
64. Melica sarmentosa Nees
65. Melica scaberrima (Nees ex Steud.) Hook.f.
66. Melica scabra Kunth
67. Melica scabrosa Trin.
68. Melica schafkati Bondarenko
69. Melica schuetzeana W.Hempel
70. Melica secunda Regel
71. Melica serrana Muj.-Sall. & M.Marchi
72. Melica smirnovii Tzvelev
73. Melica smithii (Porter ex A.Gray) Vasey
74. Melica spartinoides L.B.Sm.
75. Melica spectabilis Scribn.
76. Melica stricta Bol.
77. Melica stuckertii Hack.
78. Melica subflava Z.L.Wu
79. Melica subulata (Griseb.) Scribn.
80. Melica tangutorum Tzvelev
81. Melica taylorii W.Hempel
82. Melica teneriffae Hack. ex Christ
83. Melica tenuis Arechav.
84. Melica × thuringiaca Rauschert
85. Melica tibetica Roshev.
86. Melica torreyana Scribn.
87. Melica transsilvanica Schur
88. Melica turczaninowiana Ohwi
89. Melica × tzvelevii W.Hempel
90. Melica uniflora Retz., jednocvjetni mekuš
91. Melica violacea Cav.
92. Melica virgata Turcz. ex Trin.
93. Melica × weinii W.Hempel
94. Melica yajiangensis Z.L.Wu